# Alpi Tolmezzine Occidentali
Le Alpi Tolmezzine Occidentali (Westliche Tolmezziner Alpen in tedesco) sono un gruppo montuoso delle Alpi Carniche, poste in Veneto (provincia di Belluno) ed in Friuli-Venezia Giulia (provincia di Udine): insieme alle Alpi Tolmezzine Orientali formano le Alpi di Tolmezzo, prendendo il nome dalla città di Tolmezzo rispetto alla quale si trovano ad occidente.

## Classificazione

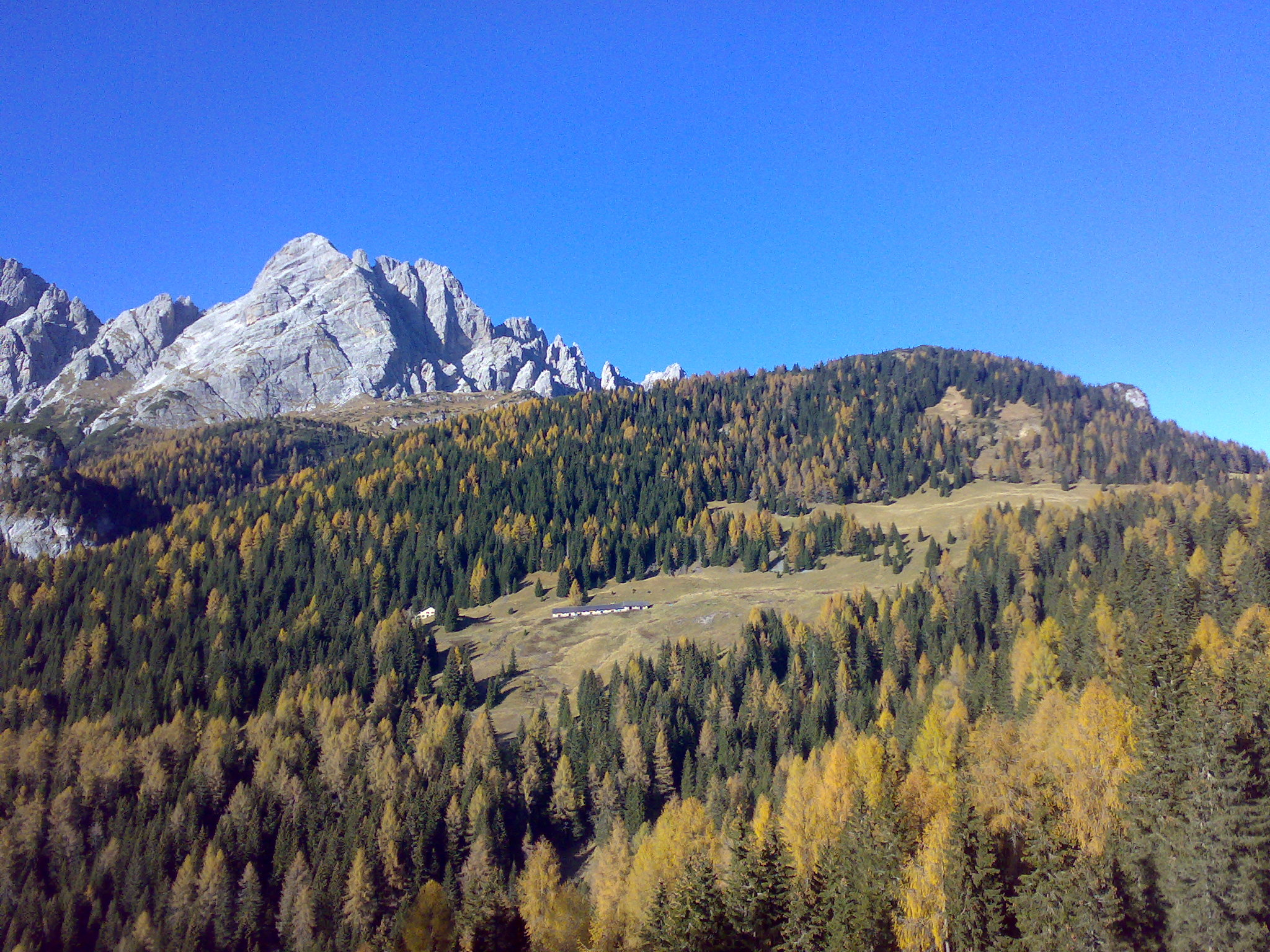
Monte Brentoni

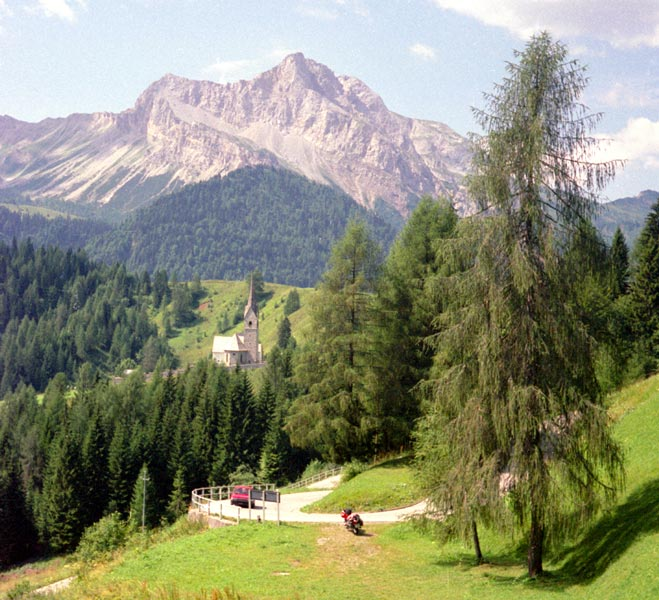
Il Monte Bìvera.

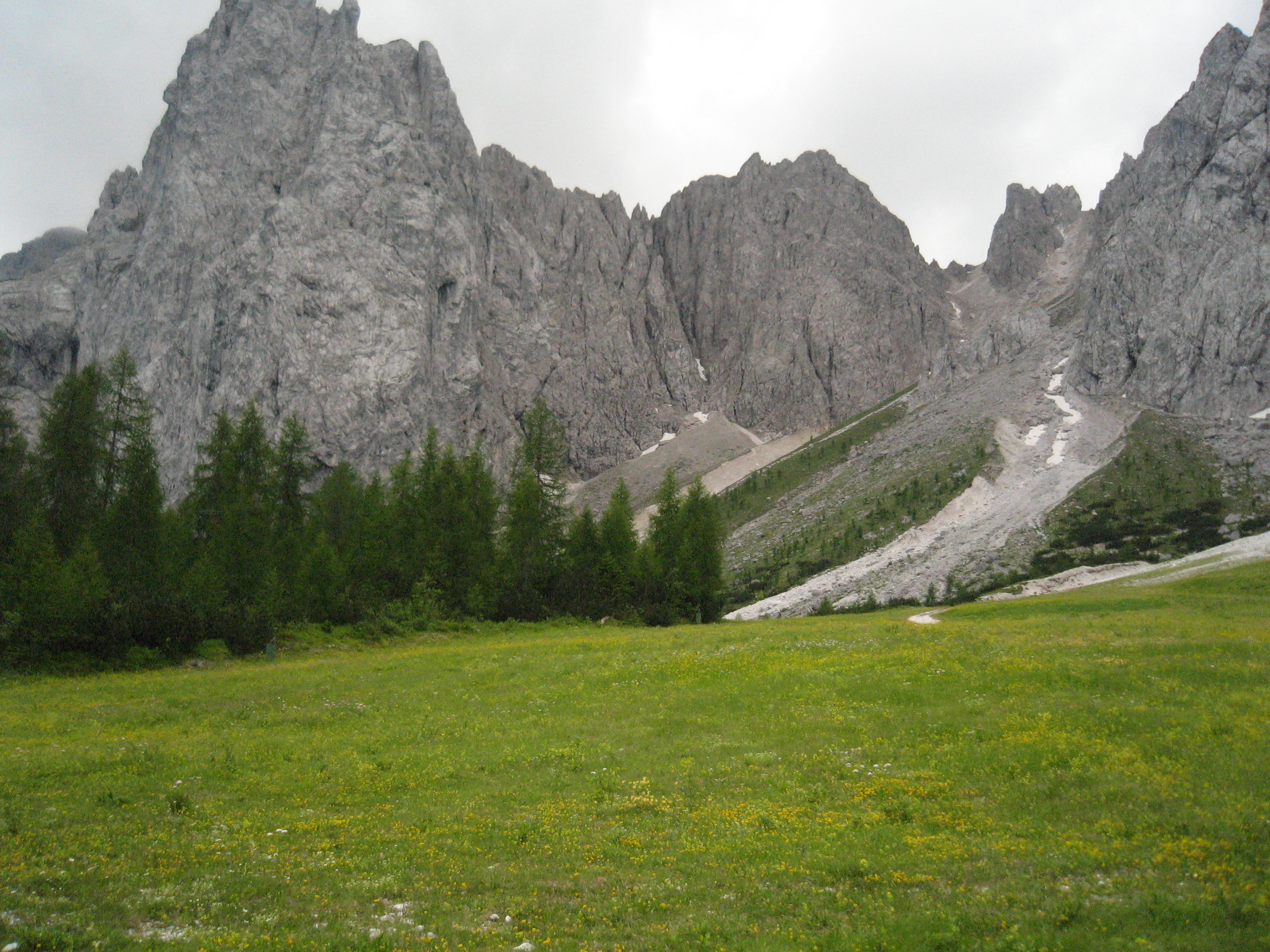
Creta Forata

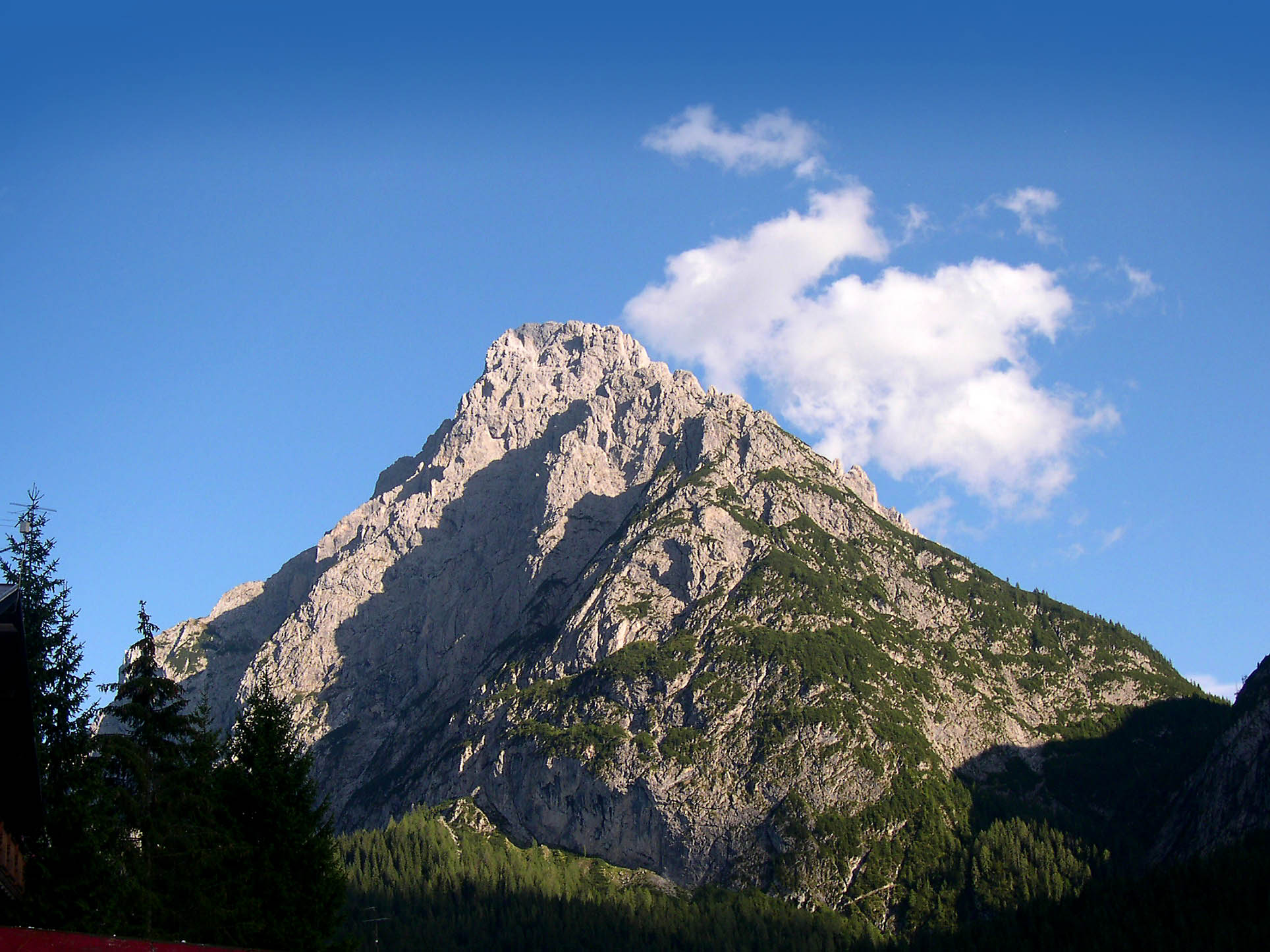
Monte Siera

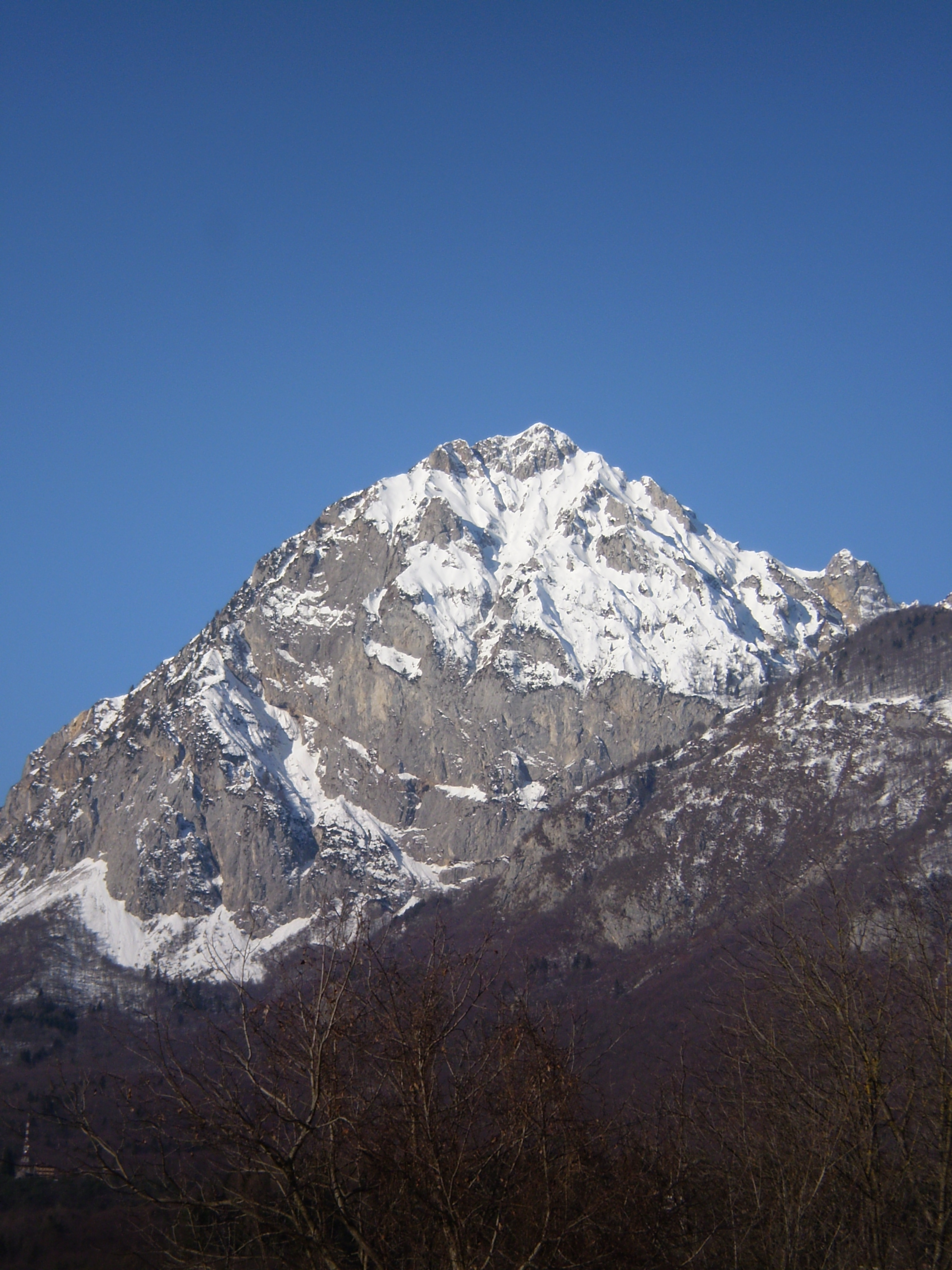
Monte Tinisa

Secondo la SOIUSA Le Alpi Tolmezzine Occidentali sono un supergruppo alpino con la seguente classificazione:
- Grande parte = Alpi Orientali
- Grande settore = Alpi Sud-orientali
- Sezione = Alpi Carniche e della Gail
- Sottosezione = Alpi Carniche
- Supergruppo = Alpi Tolmezzine Occidentali
- Codice = II/C-33.I-C

## Delimitazioni
Sono collocate tra la Sella di Cima Sappada ed il Passo della Mauria.
Ruotando in senso orario i limiti grografici sono: Sella di Cima Sappada, Val Degano, Val Tagliamento, Passo della Mauria, corso del fiume Piave, Sella di Cima Sappada.

## Suddivisione
Secondo la SOIUSA le Alpi Tolmezzine Occidentali sono ulteriormente suddivise in quattro gruppi e dodici sottogruppi:
- Dolomiti Pesarine (7)
  - Sottogruppo del Siera (7.a)
    - Massiccio del Siera (7.a/a)
    - Dorsale del Pleros (7.a/b)

  - Sottogruppo dei Clap (7.b)
  - Sottogruppo delle Terze (7.c)
- Monti di Sauris (8)
  - Dorsale Rioda-Novarza (8.a)
  - Massiccio del Col Gentile (8.b)
- Giogaia del Bivera (9)
  - Massiccio del Tiarfin (9.a)
  - Massiccio del Bivera (9.b)
  - Massiccio di Tinisia (9.c)
- Gruppo dei Brentoni (10)
  - Massiccio dei Brentoni (10.a)
  - Massiccio del Cornon (10.b)
  - Massiccio del Pupera Valgrande (10.c)
  - Massiccio del Crissin (10.d)

## Vette
Alcune delle vette principali delle Alpi Tolmezzine Occidentali sono:
- Monte Terza Grande - 2.586 m
- Monte Brentoni - 2.548 m
- Monte Popera Val Grande - 2.520 m
- Monte Crissin - 2.503 m
- Creton di Clap Grant - 2.487 m
- Monte Bìvera - 2.474 m
- Creta Forata - 2.462 m
- Monte Siera - 2.443 m
- Monte Cimon - 2.442 m
- Cresta di Enghe - 2.441 m
- Monte Terza Media - 2.434 m
- Monte Cornon - 2.378 m
- Monte Terza Piccola - 2.333 m
- Monte Schiavon - 2.326 m
- Monte Pleros - 2.314 m
- Monte Tudaio - 2.129 m
- Monte Tinisa - 2.120 m
- Crete di Chiampizzulon - 2.085 m